# Col de la Vue des Alpes
Col de la Vue des Alpes är ett bergspass i Schweiz. Det ligger i kantonen Neuchâtel, i den västra delen av landet, 50 km väster om huvudstaden Bern. Col de la Vue des Alpes ligger 1 283 meter över havet.